# Ledová odysea

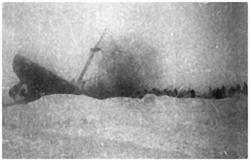
Potopení parníku Čeljuskin

Ledová odysea (1984, Ледовая одиссея) je autobiografická a téměř dokumentární novela ruského a běloruského sovětského spisovatele Alexandra Jevgeňjeviče Mironova. Novela líčí dramatické události polární plavby sovětského parníku Čeljuskin, který ztroskotal uprostřed ker Čukotského moře, a následnou záchranu posádky pomocí leteckého mostu. Události popsal jeden z nejmladších členů posádky parníku. 

## Obsah románu
Úkolem plavby parníku Čeljuskin bylo zjistit, zda lze proplout tzv. Severní mořskou cestu z Murmansku do Vladivostoku v letní sezóně roku 1933 bez doprovodu ledoborce. Loď sice proplula velkou část Severní cesty, ale v září uvízla v ledových polích a pak už jen driftovala, než se 13. února roku 1934 potopila rozdrcená ledy nedaleko ostrova Koljučin v Čukotském moři.
Posádce se podařilo uniknout na led a zde vytvořit provizorní vzletovou a přistávací dráhu, díky které mohli být všichni do konce dubna zachráněni sovětskými letci, kteří za to získali jako vůbec první titul Hrdina Sovětského svazu.
Velkým nedostatkem novely je však její přehnaná politická angažovanost. Kromě dobrodružného příběhu obsahuje také popisy schůzí, oslavy výročí Velké říjnové socialistické revoluce, hrdinné chování komsomolců atp., což vše snižuje umělecký dojem. 

## Česká vydání
- Ledová odysea, Albatros, Praha 1989, přeložila Eva Dolejšová.